# 阮福寶𡾊
阮福寶（越南语：／；1885年—1902年5月20日），越南阮朝育德帝第十一子，生母阮文氏詣。

## 生平
嗣德三十六年（1883年），嗣德帝去世，遺詔命皇長子瑞國公阮福膺禛繼位，但三日後權臣尊室說和阮文祥廢黜了瑞國公，另立朗國公阮福洪佚繼位，並把瑞國公一家監禁在住處育德堂。建福元年（1884年）九月，阮文祥下令將阮福膺禛送入監獄，不久即殺害，將其妻妾送回娘家居住，其子女各隨生母回外家居住。這時阮文氏詣已經懷有身孕，回到了富春社。
咸宜元年（1885年），阮文氏詣分娩，阮福寶出生。成泰元年（1889年），七兄阮福寶嶙繼位，更名阮福昭，是為成泰帝，阮福寶成為皇弟。成泰二年（1890年）三月，與九兄阮福寶巑和十兄阮福寶嵰出閣讀書。成泰九年（1897年），隨成泰帝出巡。成泰十四年四月十三日（1902年5月20日），阮福寶因病去世，壽十八歲，沒有子女。次日，成泰帝追贈其為美化郡公（越南语：／），諡號靜雅（越南语：／）。以瑞太王阮福洪依之孫、寶的堂哥阮福寶砎（1878年出生）主祀美化郡公。
成泰十五年（1903年）七月，成泰帝賜美化郡公房為比字部；又將阮福寶砎降一級世系，過繼給美化郡公作養子，改名阮福永𣬌。成泰十六年（1904年），阮福永襲爵為畿外侯。
保大十七年（1942年），追贈美化公（越南语：／），改諡恭肅。